# Spritze (Medizin)

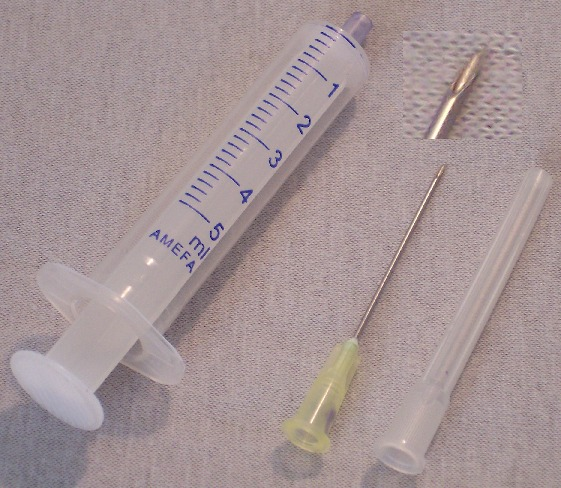
Einweg-Kunststoffspritze und Einweg-Kanüle mit abgezogener Schutzkappe
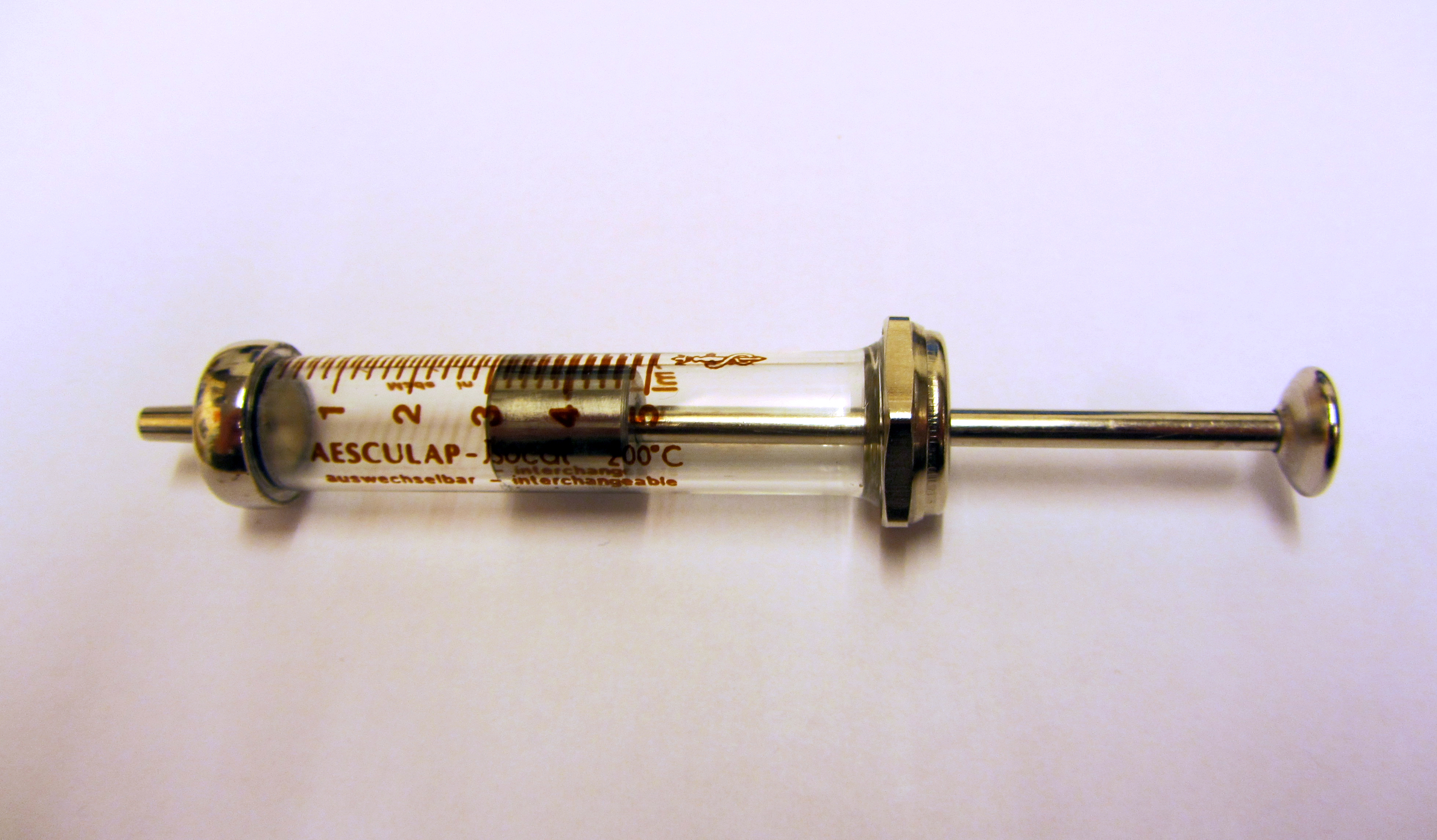
Mehrweg-Glasspritze ohne Kanüle, Rekord-Ansatz
Einwegspritze (Insulinspritze) mit aufgesetzter Kanüle
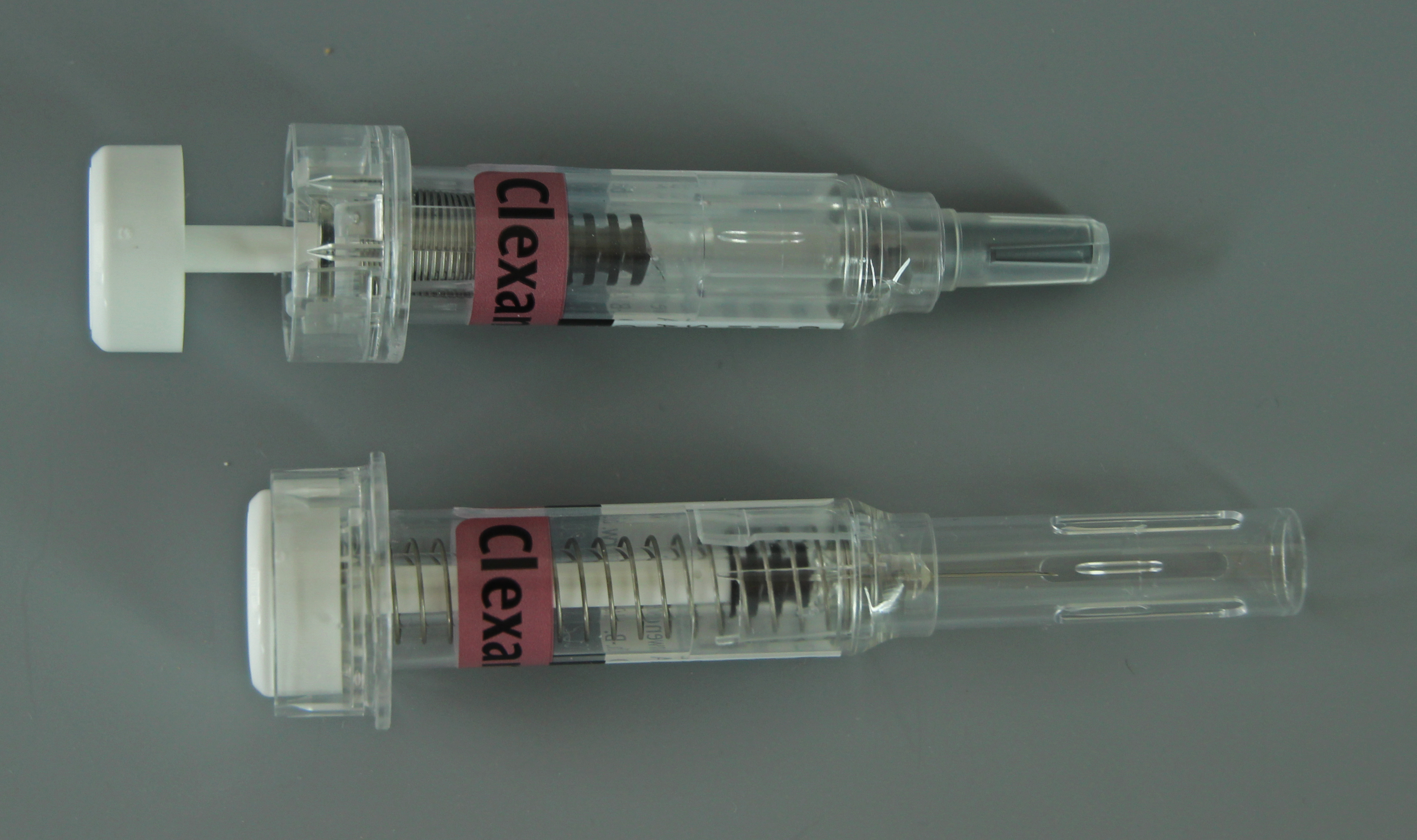
Fertigspritzen; vor der Anwendung mit Schutzkappe (oben), entleerte Spritze mit aktiviertem Kanülensicherungsmechanismus (unten)
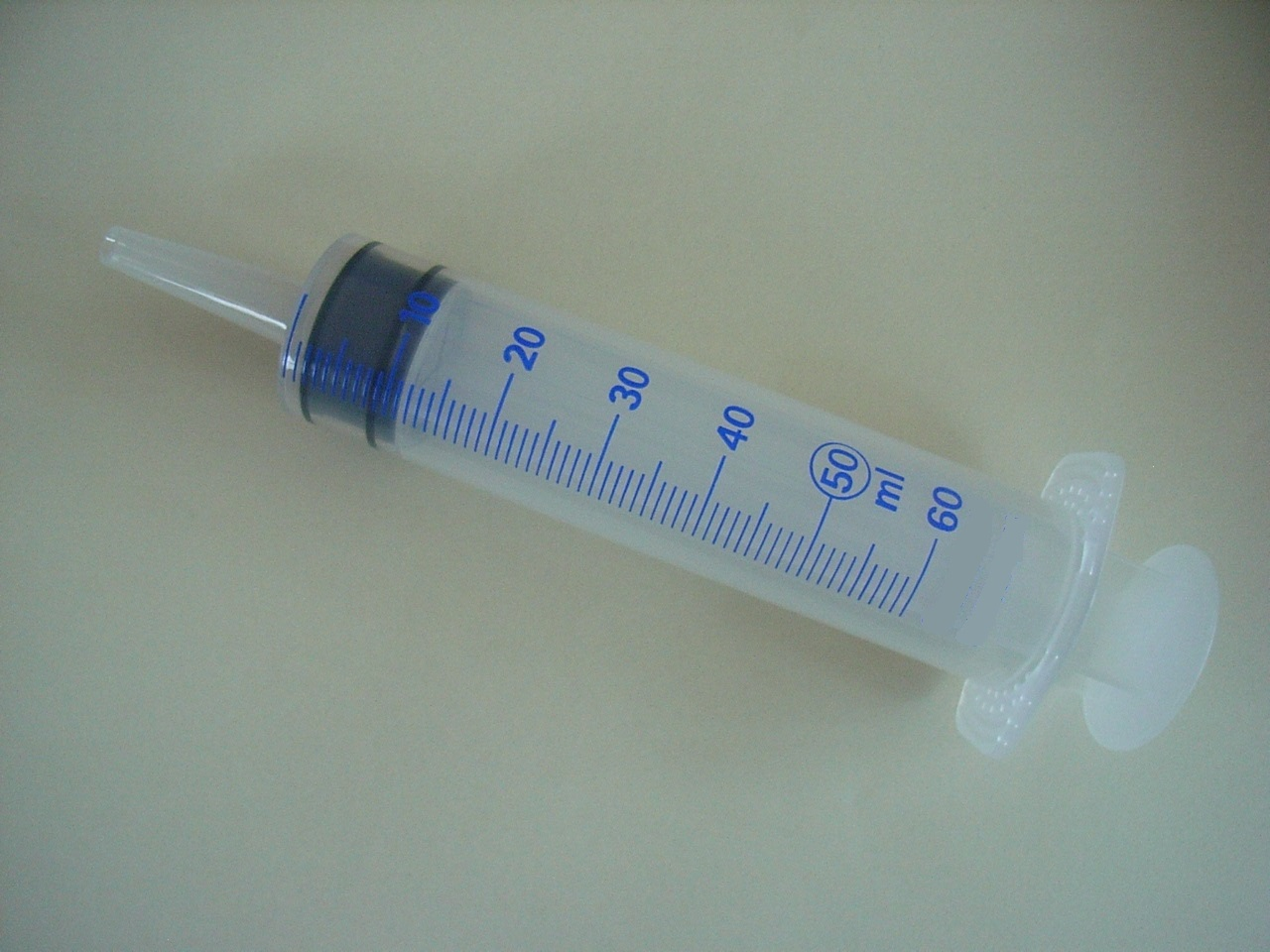
Wundspül- und Blasenspritze
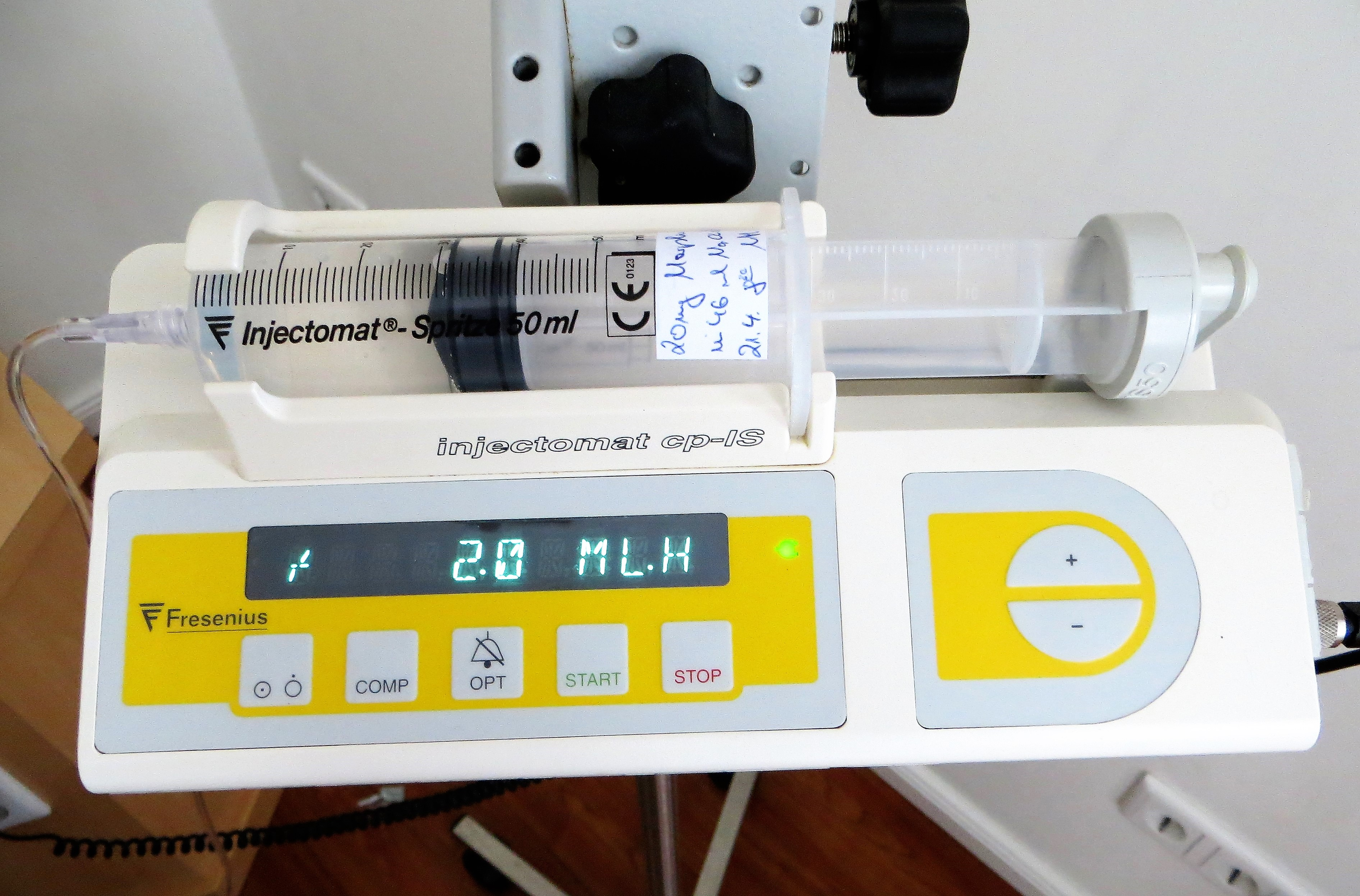
Befüllte Spritze mit Infusionsleitung in einer Spritzenpumpe

Eine Spritze ist ein medizinisches Instrument, das zur Verabreichung von Medikamenten, Nähr- und Infusionslösungen (als Injektion bzw. Infusion), zur Entnahme von Körperflüssigkeiten (Punktion) oder -gewebe (Biopsie), sowie zum Spülen (beispielsweise von Wunden) verwendet wird.
Die erste mit einem Kolben versehene Injektionsspritze, mit der flüssige Medikamente – sogenannte Injektabilia – appliziert werden konnten, wurde von dem Franzosen Charles-Gabriel Pravaz 1841 entwickelt und erfuhr ab etwa 1853 eine weitere Verbreitung.

## Aufbau
Eine Spritze besteht aus einem zylindrischen Hohlraum, einem darin beweglichen Kolben und einer konus- oder zylinderförmigen Düse (Luer Slip). Ferner gibt es Versionen mit Schraubgewinde an der Düse (Luer-Lock). An diese kann eine Hohlnadel (Kanüle) oder ein Schlauch angeschlossen werden. Handelsübliche Größen reichen von 0,5 bis 100 ml Volumen.
Einwegspritzen sind in der Regel einzeln und steril verpackt. Sie bestehen aus Kunststoff, wie etwa Polypropylen oder Cycloolefin-Copolymeren. Es gibt zweiteilige Spritzen, die nur aus dem Zylinder und einem Kolben bestehen, sowie dreiteilige Spritzen, die am unteren Ende des Kolbens noch einen Gummistopfen besitzen. Bei kleineren Spritzen (zum Beispiel Insulinspritzen) ist die Kanüle eingeklebt. Bei Fertigspritzen ist die zu verabreichende Arzneimittellösung schon enthalten; einige Fabrikate sind mit einem Mechanismus ausgestattet, der die integrierte Kanüle nach der Injektion sicher einschließt.
Um eine mehrfache Verwendung der Einwegspritzen auszuschließen, wurde die sogenannte AD („Auto-disable“) Spritze entwickelt. Hier gibt es verschiedene Lösungen und Patente, die ein Wiederaufziehen verhindern (Sollbruchstelle am Kolben, Ventile usw.). Impfaktionen der UNICEF werden nur noch mit AD-Spritzen durchgeführt.
Das äußere Kolbenende von Spritzen für Dosierpumpen ist so geformt, dass die Halterung darin einrasten kann. Das Gerät erkennt eine kompatible Spritze und richtet seine Steuerung danach aus. Spritzen eines anderen Herstellers sind für den Zweck oft unbrauchbar.

### Totraum
Jede Spritzen/Nadelkombination hat einen Totraum, in dem ein Rest Flüssigkeit verbleibt, wenn der Kolben komplett durchgedrückt ist. Feindosierungsspritzen verfügen oft über einen Spardorn, um diesen Totraum zu verkleinern, dadurch wird auch genauer dosiert. Fertigspritzen mit Insulin gibt es schon lange mit Spardorn. In die öffentliche Diskussion kamen totraumfreie Spritzen Anfang 2021 in Zusammenhang mit gesparten Corona-Impfdosen.

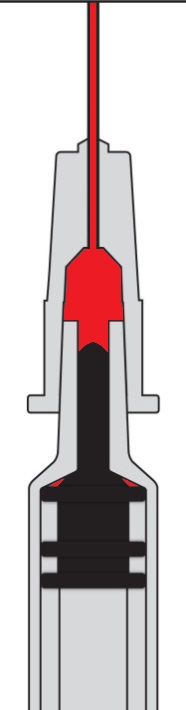
Standardnadel mit großem Totraum und Spritze mit Spardorn
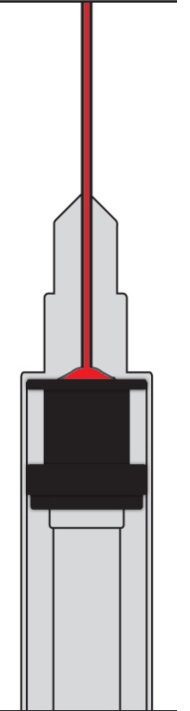
1-ml Spritze mit feststehender Nadel (nicht abnehmbar) engl. insulin syringe
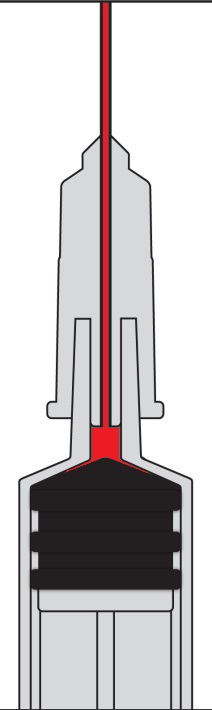
Standardspritze mit Nadel mit kleinem Totraum

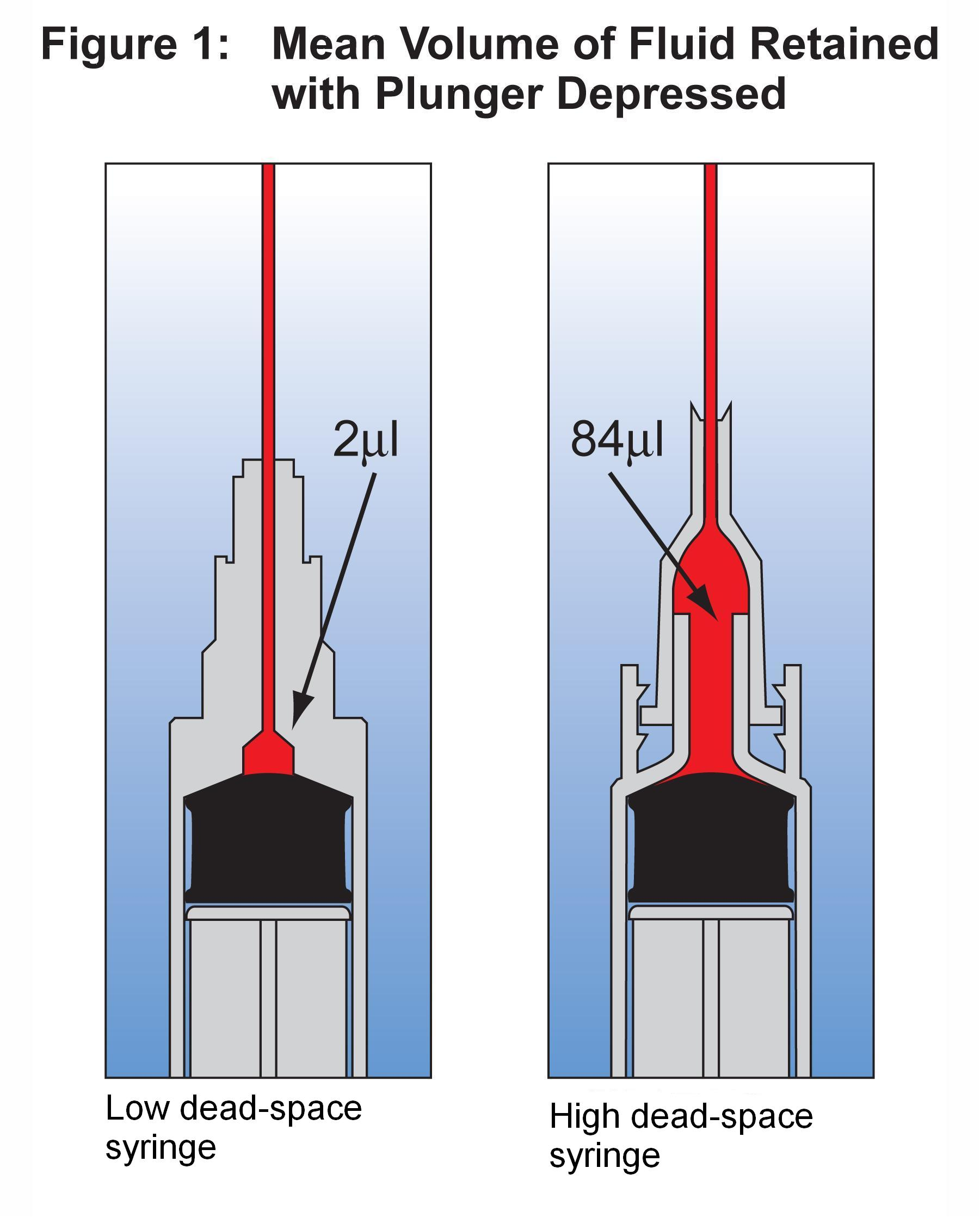
Links: Sparsame Spritze mit kleinem Totraum. Rechts: Spritze mit großem Totraum. Zurückgehaltene Flüssigkeit in Mikrolitern

### Mehrwegspritzen
Mehrwegspritzen wie die Karpulen- oder Zylinderampullenspritze bestehen aus Glas, Metall und Gummi. Sie werden in der Humanmedizin kaum noch eingesetzt, da sie aufwändig wiederaufbereitet werden müssen, um den hygienischen Bestimmungen zu genügen. Revolverspritzen werden in der Tiermedizin eingesetzt.

## Verwendung
Vor Injektionen, Spülungen beziehungsweise Flüssigkeitsgaben wird die Spritze durch Zug am Kolben (Aspiration) befüllt. Dazu wird meistens eine Entnahmekanüle verwendet; bei der enteralen Ernährung bzw. Medikamentengabe durch eine Ernährungssonde ist das in der Regel nicht nötig. Durch Druck auf den Kolben wird der Spritzeninhalt durch die Düse gepresst. Der dabei entstehende Druck ist abhängig von der Kolbenfläche der Spritze: Eine kleinere Fläche verursacht bei gleichem Kraftaufwand einen höheren Druck als eine größere. Daher wird beispielsweise für die Portinjektion empfohlen, Spritzen mit Volumina von mindestens 10 ml zu verwenden, da es sonst zur Katheterdiskonnektion oder -riss kommen kann.
Bei Entnahme von Körpersekreten oder -gewebe wird eine leere oder mit einem Zusatzstoff teilbefüllte Spritze (zum Beispiel ein Blutentnahmeröhrchen) mit entsprechender Kanüle auf oder in den Entnahmeort beziehungsweise Zugang gesetzt. Durch Aspiration wird die Spritze gefüllt. Gegebenenfalls wird der Inhalt durch den umgekehrten Vorgang in ein Probenbehältnis umgefüllt.

### Punktion und Injektion
Eine Injektion ist meistens auch eine Punktion. Dazu muss eine der jeweiligen Punktions- oder Injektionsart entsprechende Kanüle auf den Spritzenkonus gesetzt werden. Werden Medikamente mit einer Spritze verabreicht, wird von einer Injektion gesprochen.
Bei sogenannten Fertigspritzen entfällt das Aufsetzen einer Kanüle; ebenso bei Patienten, die über einen injektionsgeeigneten Zugang verfügen, beispielsweise eine Venenverweilkanüle oder einen angestochenen Port.
Für die Insulingabe wurden spezielle Injektionssysteme entwickelt, darunter der sogenannte Pen. Die nadelfreie Injektion wird nicht per Spritze, sondern mit einer für die Humanmedizin nicht mehr empfohlenen Impfpistole durchgeführt.

### Infusion
Mittels einer Spritzenpumpe können Arzneimittellösungen in einer vorprogrammierten Laufgeschwindigkeit kontrolliert verabreicht werden. Dazu wird eine mit dem Gerät kompatible sterile Spritze unter aseptischen Bedingungen mit der Infusionslösung befüllt, mit einer sterilen Infusionsleitung verbunden und in das Gerät eingespannt.

### Flüssigkeits- und Nahrungsverabreichung
Mittels einer Blasenspritze (Janetspritze) können kleine Portionen (bis 50 ml) Flüssigkeit, Flüssignahrung oder flüssige beziehungsweise aufgelöste Medikamente über eine Ernährungssonde verabreicht werden. Diese Bolusgaben werden verabreicht, wenn nur geringe Mengen Nahrung und Flüssigkeit in größeren zeitlichen Abständen zugeführt werden sollen, wozu kein Schwerkraftsystem oder eine Ernährungspumpe nötig ist. Mit einer nur mit Wasser gefüllten Spritze wird die Sonde nach jeder Nahrungsgabe gespült, um ein Verkleben zu verhindern. Für das Aufziehen beziehungsweise Entleeren der Spritze werden keine Kanülen, sondern spezielle Verbindungs- oder Ansatzstücke (Adapter) benötigt. Damit wird verhindert, dass Sondennahrung versehentlich über einen venösen Zugang verabreicht wird.

### Sonstige Verwendung
Zur Fixierung (Blockung) von Ballonsonden, Kathetern und Trachealkanülen im Körperinneren werden Spritzen ohne Kanüle benötigt. Je nach Herstellerhinweis wird der Ballon (oder Cuff) mit einer bestimmten Menge Luft, sterilem Aqua destillata oder steriler Kochsalzlösung geblockt; zur Entblockung wird aspiriert.
Für Einläufe werden spezielle Klistierspritzen oder auch Blasenspritzen verwendet. Auf diese Spritzen können keine Kanülen gesetzt werden. Die Blasenspritze wird auch zur Spülung von Wunden eingesetzt: In Verbindung mit einem kurzen, flexiblen und sterilen Einwegkatheter können damit schwer zugängliche Wundhöhlen erreicht werden. Oft genügen jedoch kleinere Spritzen, auf die bei Bedarf eine Knopfkanüle gesetzt wird. Dagegen werden manuelle Spülungen der Harnblase mit speziellen Faltenbalgflaschen über einen Katheter vorgenommen, die weniger Druck aufbauen als eine Blasenspritze.
Spritzenzylinder werden bei bestimmten Analysemethoden im Rahmen des Biomonitoring als Aufsatz verwendet (Festphasenextraktion).

## Entsorgung von Injektionsspritzen in Deutschland
Etwa die Hälfte aller gemeldeten Versicherungsfälle im Gesundheitsdienst ist auf Nadelstichverletzungen zurückzuführen, wozu auch Schnitt- und Kratzverletzungen der Haut durch stechende oder schneidende Instrumente zählen. Die Berufsgenossenschaft für Gesundheitsdienst und Wohlfahrtspflege (BGW) nennt als eine Ursache, dass spitze und scharfe Instrumente wie Kanülen, Lanzetten, Nadeln und Skalpelle nicht unmittelbar nach dem Gebrauch korrekt entsorgt werden. Zudem werden ein nicht gereinigter oder überfüllter Abfallbehälter als Gefahrenquelle genannt. Die Einstufung und Entsorgung gebrauchter spitzer und scharfer Gegenstände leitet die Bund/Länder-Arbeitsgemeinschaft Abfall (LAGA) in ihrer Mitteilung 18 an. Sie sind nach Abfallschlüssel 180101 zu sammeln, bereitzustellen und zu entsorgen. Für kontaminierte Gegenstände, die mit meldepflichtigen Krankheitserregern behaftet sind, gelten darüber hinaus noch weitere Auflagen.
Aus Sicherheitsgründen sind alle häuslich genutzten Injektionsspritzen in stich- und bruchfesten Abfallbehältern, die auch Arztpraxen nutzen, zu sammeln. Das gilt ebenso für Einwegspritzen mit Schutzmechanismus, bei denen sich nach der Injektion eine Schutzhülle über die Nadel schiebt. Eine solche Kanülenabwurfbox kann über Kliniken und Apotheken bezogen oder im Internet bestellt werden. Benutzte Injektionsspritzen sind direkt nach Gebrauch in Abfallbehältnissen zu sammeln, die den Abfall sicher umschließen. Die Aufstellung dieser Behälter hat so nah wie möglich am Verwendungsort zu erfolgen. Eine Überfüllung oder Umfüllung muss aus Sicherheitsgründen vermieden werden.
Die verschlossenen Sammelbehälter können grundsätzlich in den Restabfall entsorgt werden.

## Sonstiges
Umgang
Für den sachgerechten Umgang mit Injektionen werden Weiterbildungen zum Erwerb eines sogenannten 'Spritzenscheins' angeboten. Die Inhalte gehören grundsätzlich zur Ausbildung von Pflegefachpersonal und Medizinischen Fachangestellten (MFA), die praktische Umsetzung ist von Land zu Land jedoch unterschiedlich geregelt.
Spritzenautomaten
Um durch 'Needlesharing' und selbstgebaute Injektionsvorrichtungen drohende zusätzliche Gesundheitsgefahren für Drogenabhängige zu vermeiden, wurden Spritzenautomaten eingerichtet.